# Jens Fønsskov Olsen
Jens Fønsskov Olsen (* 30. Mai 1975) ist ein dänischer Fußballtrainer. Seit Sommer 2023 ist er Cheftrainer des Erstligisten FC Nordsjælland.

## Karriere als Trainer
Jens Fønsskov Olsen, der ursprünglich aus Nykøbing Falster stammt, war anfänglich Trainer beim Nykøbing FC, wo er sowohl die U19-Mannschaft als auch die erste Mannschaft als Chefcoach betreute. Später war er auch A-Jugendtrainer bei Lyngby BK sowie dänischer U19-Nationaltrainer, ehe er im Sommer 2023 Co-Trainer des Erstligisten FC Nordsjælland wurde. Fønsskov Olsen assistierte in dieser Funktion Johannes Hoff Thorup und wurde mit dem FCN in der regulären Saison Vierter. Zudem erreichte er mit dem Verein die Gruppenphase in der Conference League, wo man auf Fenerbahçe Istanbul, Ludogorets Rasgrad sowie auf Spartak Trnava traf. Jens Fønsskov Olsen und seine Mannschaft schieden als Gruppendritter aus, obwohl man sowohl „Fener“ als auch die Bulgaren aus Rasgrad am Schwarzen Meer jeweils hoch geschlagen hatte (7:1 gegen Ludogorets und 6:1 gegen Fenerbahçe). Als Tabellenvierter in der heimischen Superliga qualifizierte sich der FC Nordsjælland für die Meisterrunde und verpasste mit dem vierten Platz die erneute Teilnahme am europäischen Wettbewerb.
Im Sommer 2024 verließ Johannes Hoff Thorup den FC Nordsjælland und nahm den Trainerposten beim englischen Zweitligisten Norwich City an, woraufhin Fønsskov Olsen neuer Cheftrainer des FCN wurde.